# Liste der Kardinalskreierungen Viktors II.
Papst Viktor II. (1055–1057) kreierte in seinem zweijährigen Pontifikat fünf Kardinäle.

## 1055
- Pietro, Kardinalbischof von Labico (oder Frascati), † nach dem 12. Dezember 1062[2]
- Johannes, Bischof von Tivoli, † nach Mai 1065

## 1057
- Benedetto, Kardinalbischof von Velletri, † nach April 1060
- Bennone, Kardinalpriester (Titelkirche unbekannt), † 1098/1099
- Aribo, Kardinaldiakon, Administrator des Erzbistums Köln (Januar–Juli 1057)[3], † um 1061